# سوزانا هال
سوزانا هال (هنگام تولد: شکسپیر؛ غسل تعمید ۲۶ مه ۱۵۸۳ – ۱۱ ژوئیه ۱۶۴۹) فرزند ارشد ویلیام شکسپیر و آن هثوی، و خواهر بزرگتر جودث کواینی و همنت شکسپیر بود. او با جان هال، یک پزشک محلی، در سال ۱۶۰۷ ازدواج کرد. آنها در سال ۱۶۰۸، صاحب یک فرزند به‌نام الیزابت شدند. الیزابت با توماس نش، پسر آنتونی نش در ۲۲ آوریل ۱۶۲۶ در کلیسای مقدس تثلیث، استراتفورد-آپن-ایون ازدواج نمود.